# مغطس الأغنام

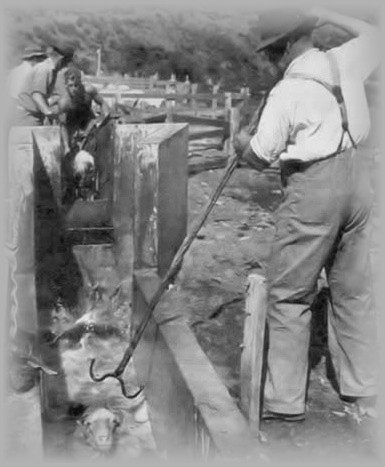
غمر الأغنام في مغطس الأغنام

مغطس الأغنام هي أداة تستخدم لغمر الأغنام في الماء بعد أن يضاف إليه سائل يتألف من تركيبة من مبيدات الحشرات، ومبيدات الفطريات التي يستخدمها المزارعون ومربي الأغنام لحماية أغنامهم من الإصابة بالطفيليات الخارجية مثل سوس الحكة أو القارمة الجربية، والذباب الأزرق، والقراد والقمل.

## لمحة تاريخية
اخترع جورج ويلسون أول مغطس أغنام في العالم في عام 1830 في بلدة كولد ستريم الاسكتلندية، وكان هذا المغطس يعتمد على مسحوق الزرنيخ، ثم تولت باخرة طرد قادمة من مدينة بيرويك أبون تويد المجاورة نقل اختراعه إلى هناك. كان مغطس كوبر الذي طوره الجراح البيطري والصناعي ويليام كوبر في عام 1852 في مدينة بيركهامستد بإنجلترا واحداً من أنجح العلامات التجارية لمغطس الأغنام التي طُرحت في الأسواق.

## التصميم
قد تكون مغطسات الأغنام مصممة على هيئة هياكل دائمة في الأرض مبنية من الخرسانة في أغلب الأحوال، وقد تكون على هيئة هياكل متنقلة مصنوعة من الفولاذ وقابلة للنقل من مكان إلى آخر. طُورت العديد من أنواع مغاطس الأغنام، فبخلاف مغطس الأغنام الدائم صار هناك مغطس الأغنام الدوار، ومغطس الأغنام الذي يعمل بقوة الرش، إلا أن هذه الأنواع تعتبر غير ضرورية في البلدان الأكثر اعتمادا على تربية الأغنام، إذ توفر عمليات تطهير الأغنام باستخدام الخطوط الخلفية والنفث بدائلاً أفضل.
تكون مواد التطهير المستخدمة في مغطس الأغنام عادة على هيئة مساحيق قابلة للبلل، أو معاجين، أو محاليل أو معلقات تستخدم لتحضير المحاليل المخففة أو المعلقة. ويشير مصطلح مغطس الأغنام إلى كل من المستحضر نفسه أو السائل الذي تُغمر به الأغنام، والحوض الذي تُغطس فيه الأغنام.
وتندرج أنواع مستحضرات مغطس الأغنام تحت فئتين رئيسيتين، الفئة الأولى منهما هي فئة مركبات الفسفور العضوية، والتي طوُرت في أوقات لاحقة لتستخدم في الحرب الكيماوية، أما الفئة الثانية فهي فئة البيروثرويدات الاصطناعية. وتعتبر مركبات الفوسفور العضوية مواد شديدة السمية بالنسبة للإنسان حتى وإن تعرض لجرعات منخفضة جدًا منها، لأنها تنتقل بسهولة عبر الجلد، وتكون سامة بشكل تراكمي.

## الآثار الصحية والبيئية السلبية
وجدت الدراسات البيئية أن مغاطس الأغنام تسبب تلوثا للتربة، وتلوثا للمياه، حيث أنها تحتوي على مبيدات حشرية كيميائية شديدة السمية للنباتات والحيوانات المائية، ولهذا السبب، من المهم أن تتم إدارة الأغنام المغطسة جيدًا لتجنب انتشار المواد الكيميائية والتسبب في حدوث تلوث المياه.
ومن المعروف أن بعض المواد الكيميائية المستخدمة في سوائل ومستحضرات مغطس الأغنام هي مواد ضارة وخطرة، ولقد أدى استخدام مغطس الأغنام المحتوي على مواد تنتمي إلى فئة مركبات الفوسفات العضوية إلى إحداث حالات تسمم عصبي تعرف باسم تسمم الفوسفات العضوي.